# 阿丝特拉·夏尔马
阿丝特拉·夏尔马（英語：Astra Sharma，1995年9月11日—），生于新加坡，澳大利亚女子网球运动员，毕业于佛罗里达大学。她曾搭档約翰-派屈克·史密斯获得2019年澳大利亚网球公开赛混合双打亚军。

## 早年生活
阿丝特拉的父親德杜特·夏爾馬（Devdutt Sharma）是新加坡印度人，祖籍可以溯源至印度北方邦阿桑加爾，曾經是跳高運動員，畢業於莱佛士书院和新加坡国立大学，職業是聲學工程師；母親蘇珊·陳（Susan Tan）是新加坡華人，就讀圣婴女子中学期間曾代表學校出戰短跑比賽。阿丝特拉在新加坡出生。2005年在她10歲時，她們舉家移民澳洲珀斯。

## 外部連結
- 阿丝特拉·夏尔马的国际女子网球协会官方資料（英文）
- 阿丝特拉·夏尔马的官方资料
- Vanderbilt University profile